# ينس إيفنسن
ينس إيفنسن هو محامي وقاضي وسياسي نرويجي، ولد في 5 نوفمبر 1917 في كريستيانية ‏ في النرويج، وتوفي في 15 فبراير 2004 في أسكر في النرويج. نشط حزبياً في حزب العمال. وقد انتخب قاضي محكمة العدل الدولية ‏ (1985 – 1994) وانتخب Norwegian Minister of Maritime Law ‏ (27 سبتمبر 1974 – 31 ديسمبر 1978) وانتخب وزير التجارة والشحن ‏ (16 أكتوبر 1973 – 27 سبتمبر 1974).

## وصلات خارجية
- ينس إيفنسن على موقع IMDb (الإنجليزية)
- ينس إيفنسن على موقع مونزينجر (الألمانية)